# Faramea cazaderensis
Faramea cazaderensis är en måreväxtart som beskrevs av Julian Alfred Steyermark. Faramea cazaderensis ingår i släktet Faramea och familjen måreväxter. Inga underarter finns listade i Catalogue of Life.